# Lygodactylus rex
Espèce
Lygodactylus rex est une espèce de geckos de la famille des Gekkonidae.

## Répartition
Cette espèce se rencontre dans le sud du Malawi et dans le nord du Mozambique.

## Publication originale
- (en) Broadley, 1963 : Three new lizards from South Nyasaland and Tete. Annals and Magazine of Natural History, ser. 12, vol. 6, p. 285—288.